# Токийский университет науки
Токийский науки институт (яп. 東京科学大学, とうきょうかがくだいがく то:кё: ко:гё: дайгаку) — крупнейшее учреждение высшего образования в Японии, специализирующееся на науке и технике. Располагается по адресу: префектура Токио, район Мэгуро, квартал Оокаяма 2-12-1. Государственный университет. н был официально создан 1 октября 2024 года в результате слияния Токийский технологический институт (Tokyo Tech) и Токийского медицинского и стоматологического университета (TMDU).
Сокращенное название — Science Tokyo (яп. 科学大, かがくだい кагакудай). 

## Нобелевская премия

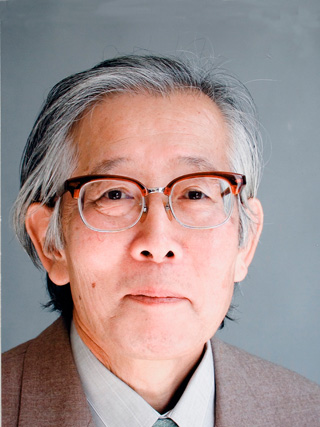
Хидэ́ки Сирака́ва (白川英樹), химик, лауреат Нобелевской премии по химии 2000 г.
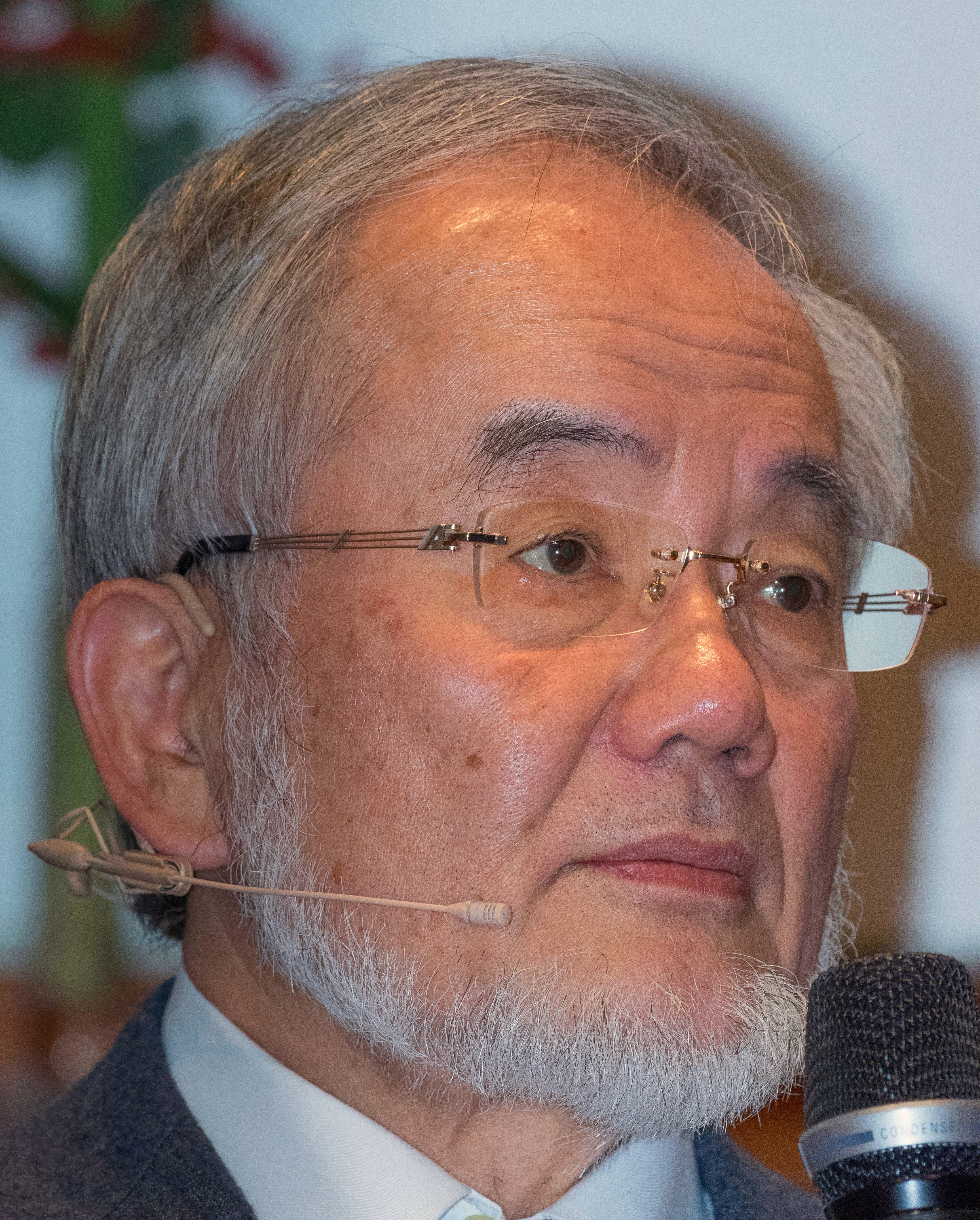
Ёсинори Осуми (大隅良典), профессор, клеточный биолог, лауреат Нобелевской премии по физиологии и медицине 2016 г.